# Mike Oldfield
Michael Gordon Oldfield [májkəl górdon óltfild-], bolj znan kot Mike Oldfield [májk], angleški multiinstrumentalist, kitarist, glasbenik in skladatelj, * 15. maj 1953, Reading, grofija Berkshire, Anglija.

## Življenje in delo
Mike Oldfield ustvarja na področju glasbenih zvrsti kot so: progresivni rock, folk, etnična ali svetovna glasba, klasična glasba, elektronska glasba in v novejšem času dance.
Njegova starša sta Maureen in Raymond Oldfield. Njegova sestra Sally in brat Terry sta tudi uspešna glasbenika. Nastopila sta tudi na več njegovih albumov. Skupaj z norveško pevko Anito Hegerland ima Oldfield dva otroka.
Oldfieldova glasbena pot se je začela zgodaj. Igral je akustično kitaro v krajevnih klubih. V tem času je že imel dve petnajstminutni inštrumentalni skladbi, v katerih se kažejo različna razpoloženja in sta v bistvu prednika njegovih uspešnih glasbenih stvaritev v 70. letih 20. stoletja. V svojih najstniških letih je Oldfield igral v beatniških skupinah, ki so slogovno igrale glasbo skupine The Shadows. Velikokrat je kot svojega glasbenega vzornika navajal kitarista te pretežno instrumentalne skupine Hanka Marvina. Kasneje je tudi posnel njihovo pesem »Wonderful Land«. V letu 1967 sta s sestro Sally ustanovila folk duo The Sallyangie in po pojavitvi na tedanjem krajevnem glasbenem prizorišču podpisala pogodbo z založbo Transatlantic Records. Album Children of the Sun je izšel leta 1968. Po razpustitvi skupine Sallyangie, je skupaj z bratom Terryjem ustanovil skupino Barefoot, ki ga je povrnila v rockovske vode.
V letu 1970 se je pridružil nekdanjemu pevcu skupine Soft Machine Kevinu Ayersu in njegovi skupini The Whole World, kjer je igral bas. V skupini je igral tudi klaviaturist in skladatelj David Bedford, ki se je kmalu spoprijateljil z Oldfieldom in ga vzpodbujal pri njegovi skladnji zgodnje različice Tubular Bells. Bedford je kasneje aranžiral in dirigiral orkestralno različico tega znamenitega albuma. Z Ayersom je Oldfield posnel dva albuma Whatevershebringswesing in Shooting At The Moon. Oba albuma vsebujeta tip glasbe, ki je pozneje postala njegov značilni zvok.
Ko je posnel demo različico albuma Tubular Bells, je Oldfield poskušal prepričati nekoga v glasbeni industriji in mnogo založb, da bi izpeljal projekt do konca. Dejali so mu, da projekt nima tržne vrednosti. Oldfiled je leta 1972 srečal mladega Richarda Bransona, ki je imel namen ustanoviti svojo lastno založbo Virgin Records. Ko je Oldfield zaigral demo posnetek inženirjema Tomu Newmanu in Simonu Heyworthu, je lahko končno posnel album.
Oldfieldovo najbolj znano delo je Tubular Bells, inštrumentalna kompozicija, posneta leta 1972 in izšla 25. maja 1973 kot nastopni album Bransonove založbe Virgin Records. Album je tedaj predstavljal posebnost, saj je Oldfield zaigral na več kot dvajset različnih glasbilih na večplastnem posnetku, slog pa se je raztezal v različne glasbene zvrsti. Kmalu se je uvrstil med deset najbolje prodajanih albumov v Združenem kraljestvu. Tu je obstal 247 tednov. V ZDA so nanj postali pozorni, ko se je pojavil kot zvočna podlaga za film Izganjalec hudiča. Jeseni 1974 je bil naslednji Oldfieldov album Hergest Ridge najbolje prodajana plošča v Združenem kraljestvu tri tedne, dokler je ni premagala Tubular Bells. V letu 1979 so Tubular Bells uporabili kot glavno glasbeno delo za The Space Movie, film založbe Virgin, ki je praznovala deseto obletnico vesoljske odprave Apollo 11. Posnetek iz Izganjalca hudiča so uporabili pri pristajanju Apolla.
Kakor Tubular Bells je bil tudi Hergest Ridge sestavljen iz dveh delov, kjer so se nizale zvočne slike iz Herefordshirea, kamor se je Oldfield za nekaj časa umaknil. Naslednji album Ommadawn iz leta 1975 je predstavljal pionirsko delo svetovne glasbe. V dvojnem albumu iz leta 1978 Incantations so glasove prispevale: sestra Sally, Maddy Prior in dekliški zbor Kraljičinega kolidža. Oldfield sam je album Incantations označil kot zvočne ostanke. Po izidu Incantations se je Oldfield odpravil na veliko evropsko turnejo. Zaključil jo je z živim albumom Exposed. Večina albuma je bila posneta v Narodnem razstavnem središču v Solihullu pri Birminghamu, sploh prvem takšnem koncertu na tem mestu.
Leta 1975 je Oldfield prejel nagrado Grammy za najboljšo inštrumentalno skladbo v Tubular Bells v temi za Izganjalca hudiča.
V začetku 80-tih je prešel na glavno smer popularne glasbe, in začel snemati krajše skladbe. V tem času sta izšla albuma Platinum in QE2. Kmalu zatem se je posvetil pisanju pesmi. Najbolj znana od teh je uspešnica »Moonlight Shadow« iz leta 1983, v kateri je zapela Maggie Reilly. Najbolj znana Oldfieldova pop pesem naj bi nastala kot odziv na smrt Johna Lennona. To uspešnico so izvedli tudi drugi glasbeniki, med njimi kanadska pevka folka Aselin Debison in DJ Mystic.  V letu 2002 je bila pesem velika uspešnica nemške evro-trance skupine Groove Coverage.
Najuspešnejša pesem v tem času je bila na ameriških glasbenih lestvicah pesem »Family Man« z albuma H20 iz leta 1982 dua Hall & Oates. 
Oldfield se je kasneje usmeril na filmsko glasbo in video. Napisal je glasbo za film Polja smrti (The Killing Fields) Rolanda Jofféa in produciral več video posnetkov za svoj album Islands. V tem času je založba Virgin Records menda pritiskala nanj, da bi se moral vsak naslednji inštrumentalni album imenovati Tubular Bells 2. Oldfieldov uporniški odziv je bil Amarok, enourno delo, v katerem so se hitro izmenjevale teme, tako da je bilo nemogoče izolirati posamezni odsek kompozicije ter ga prodati kot singel. Na albumu so se pojavili tudi nepredvideni vzbruhi hrupa in spretno skrita žalitev v Morsejevi abecedi, namenjena Richardu Bransonu. Čeprav ga imajo ljubitelji njegove glasbe za najboljši album, ni doživel komercialnega uspeha. Njegov zadnji album za založbo Virgin je bil Heaven's Open, kjer je spet grajal Bransona, drugače pa je ta album znan po tem, da je vse glavne vokale prispeval Oldfield sam. Nekateri pravijo, da je to zaradi tega, ker se je hotel čim prej posloviti od Virginia, saj je prej trdil, da njegov glas ne pripada posnetkom.
Pri založbi Warner je nadaljeval s privzemanjem novih glasbenih slogov. Posnel je album Tubular Bells II, novo izvedbo Tubular Bells. Album je premierno predstavil na živem koncertu na Edinburškem gradu. Album The Songs of Distant Earth je posnel po istoimenoskem romanu Arthurja Charlesa Clarkea v bolj mehkem slogu new agea. Album Tubular Bells III je tudi premierno predstavil na koncertu na Horse Guards Parade v Londonu z dance vložki na svojem novem domu na Ibizi.
V letu 1999 je Oldfield izdal dva albuma. Na albumu Guitars je za zvočno osnovo uporabil le kitare, vključno s tolkali. Album The Millennium Bell sestavlja mešanica glasbenih slogov, ki predstavljajo različne stopnje v zgodovini preteklega tisočletja. Delo je predstavil v živo v Berlinu v času mestnega praznovanja konca tisočletja. Ta koncert je bil kasneje izdan tudi na DVD-ju.
V zadnjem času je k svojim delom dodal projekt Music VR, kjer je kombiniral svojo glasbo z na navidezni resničnosti temelječo računalniško igro. Njegovo prvo delo s tega področja je album Tr3s Lunas, ki je izšel leta 2002, virtualna igra, kjer igralec lahko sodeluje z ogromnim svetom nove glasbe posebej komponirane za ta namen. Projekt je izšel na dvojnem CD-ju, kjer je v prvem delu glasba, na drugem pa igra.
Leta 2003 je izdal Tubular Bells 2003, ponovno nasnetje izvirnega Tubular Bells na CD-ju, SACD (super Audio CD) in DVD-Audio. To je naredil zaradi pomanjkljivosti v izvirniku zaradi omejitev tedanje snemalne tehnike in časovnih omejitev, ki so mu tedaj onemogočala nemoteno delo pri snemanju. S tem je praznoval tridesetletnico izida Tubular Bells in tudi svojo petdesetletnico. Različica na DVD-Audio se razlikuje od CD različice in ima tudi nekaj demo posnetkov izvirnih Tubular Bells. Različica na SACD ima vse kar imata različici za CD in DVD. Tukaj je glas 'Gospodarja slovesnosti' posodil John Cleese.
12. aprila 2004 je Oldfield izdal svoj naslednji navidezno resničnostni projekt z naslovom Maestro, ki vsebuje glasbo iz albuma Tubular Bells 2003 in nekaj novih melodij. Demo različice iger so na voljo na njegovi uradni spletni strani.
Dvojni album Light & Shade je Oldfield izdal pri založbi Mercury Records, s katero je podpisal pogodbo za tri albume. Dva diska vsebujeta glasbo z različnim razpoloženjem. Prvi (»Light«) je sproščen, drugi (»Shade«) pa je bolj trd in otožen. Album je izšel 26. septembra 2005.
V intervjuju za oddajo Stevea Wrighta na BBC-jevem Radiu 2 je 23. februarja 2006 predstavil svoj naslednji projekt, ki bo verjetno dolga inštrumentalna kompozicija, verjetno v treh delih in brez bobnarskih elementov. Omenil je tudi možnost turneje.
Decembra 2006 se bo odpravil na nemško turnejo Night of the Proms, ki bo sestavljena iz osemnajstih koncertov in ki verjetno ni povezana z njegovim novim predvidenim projektom.

## Diskografija

### Studijski albumi
- 1973 – Tubular Bells
- 1974 – Hergest Ridge
- 1975 – Ommadawn
- 1978 – Incantations
- 1979 – Platinum (naslov Airborn za ameriško izdajo)
- 1980 – QE2
- 1982 – Five Miles Out
- 1983 – Crises
- 1984 – Discovery
- 1987 – Islands
- 1989 – Earth Moving
- 1990 – Amarok
- 1991 – Heaven's Open
- 1992 – Tubular Bells II
- 1994 – The Songs of Distant Earth
- 1996 – Voyager
- 1998 – Tubular Bells III
- 1999 – Guitars
- 1999 – The Millennium Bell
- 2002 – Tr3s Lunas alias Tres Lunas
- 2003 – Tubular Bells 2003
- 2005 – Light & Shade
- 2008 – Music of the Spheres
- 2017 – Return to Ommadawn

### Filmska glasba
- 1984 – The Killing Fields - filmska glasba za istoimenski film, Polja smrti (The Killing Fields)

Opomba: Tubular Bells ni bil filmska glasba za film Izganjalec hudiča (1973).

### Albumi v živo
- 1979 – Exposed